# Asplundia venezuelensis
Asplundia venezuelensis är en enhjärtbladig växtart som beskrevs av Gunnar Wilhelm Harling. Asplundia venezuelensis ingår i släktet Asplundia och familjen Cyclanthaceae.
Artens utbredningsområde är Venezuela. Inga underarter finns listade.